# Franz Merz
Franz Merz (* 3. Februar 1927 in Pfarrkirchen; † 20. Mai 1993) war ein deutscher Jurist. Er war vom 4. Juni 1974 bis zu seinem Eintritt in den Ruhestand am 29. Februar 1992 Richter am Bundesgerichtshof.

## Leben und beruflicher Werdegang
Der im niederbayerischen Pfarrkirchen geborene Franz Merz war vor seiner Ernennung als Bundesrichter Oberlandesgerichtsrat am Oberlandesgericht München. Seit dem 4. Juni 1974 gehörte er dem Bundesgerichtshof an; dort war er zunächst dem VIII. Zivilsenat zugewiesen, bis er nach seiner Ernennung zum Vorsitzenden Richter am 1. Juli 1983 den Vorsitz im IX. Zivilsenat übernahm, den er bis zu seinem Eintritt in den Ruhestand am 29. Februar 1992 innehatte. Am 20. Mai 1993 ist er verstorben.
Seit 1947 war er Mitglied der katholischen Studentenverbindung KDStV Gothia Erlangen im CV.

## Veröffentlichungen
- mit Walter Gerhardt: Aktuelle Probleme der Gläubigeranfechtung im Konkurs. (= RWS-Skript. Band 82). 5. Auflage. 1990, ISBN 3-8145-3082-9.
- mit Valentin Boll und Erik Jayme: Konkursrecht, Persönlichkeitsschutz, Kapitalverkehr. (= Jahrbuch für italienisches Recht. Bd. 1). C.F. Müller Verlag, Heidelberg 1988, ISBN 3-8114-5687-3.

## Würdigung
- Walter Gerhardt, Wolfram Henckel, Joachim Kilger (Hrsg.): Festschrift für Franz Merz zum 65. Geburtstag am 3. Februar 1992. RWS Verlag Kommunikationsforum Recht, Wirtschaft, Steuern, Köln 1992, ISBN 3-8145-8033-8.

| Personendaten    | Personendaten                                  |
| ---------------- | ---------------------------------------------- |
| NAME             | Merz, Franz                                    |
| KURZBESCHREIBUNG | deutscher Jurist, Richter am Bundesgerichtshof |
| GEBURTSDATUM     | 3. Februar 1927                                |
| GEBURTSORT       | Pfarrkirchen                                   |
| STERBEDATUM      | 20. Mai 1993                                   |